# 500 miles d'Indianapolis 1914
Les 500 miles d'Indianapolis 1914, courus sur l'Indianapolis Motor Speedway et organisés le 30 mai 1914, ont été remportés par le pilote français René Thomas sur une Delage.

## Grille de départ
| Ligne | Intérieur        | Intérieur centre | Extérieur centre | Extérieur          |
| 1     | Pace Car         | Jean Chassagne   | Teddy Tetzlaff   | Howdy Wilcox       |
| 2     | William Chandler | Billy Carlson    | Ralph Mulford    | Josef Christiaens  |
| 3     | Art Klein        | Caleb Bragg      | Arthur Duray     | Albert Guyot       |
| 4     | Billy Knipper    | George Mason     | Earl Cooper      | René Thomas        |
| 5     | Gil Anderson     | Joe Dawson       | Ernst Friedrich  | Jules Goux         |
| 6     | Ray Gilhooley    | S.F. Brock       | Bob Burman       | Eddie Rickenbacker |
| 7     | Louis Disbrow    | Spencer Wishart  | Harry Grant      | Charles Keene      |
| 8     | Willie Haupt     | Georges Boillot  | Barney Oldfield  |                    |

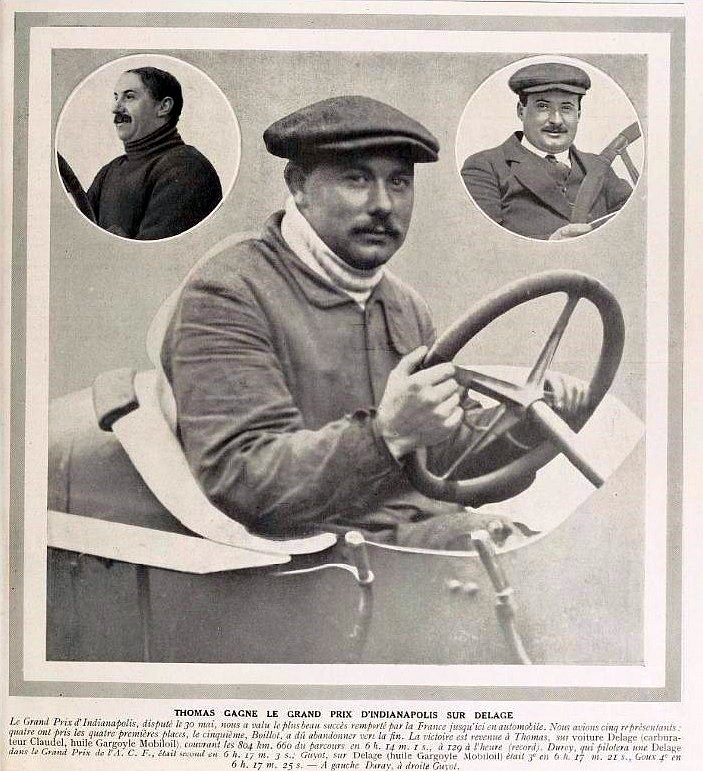
Indianapolis 500 1914.

Grille de départ établie par tirage au sort.
La meilleure moyenne des qualifications est à mettre au crédit de Georges Boillot avec un tour en 160,709 km/h.
Sept francophones sont au départ ; quatre voitures françaises prennent les quatre premières places.

## Classement final

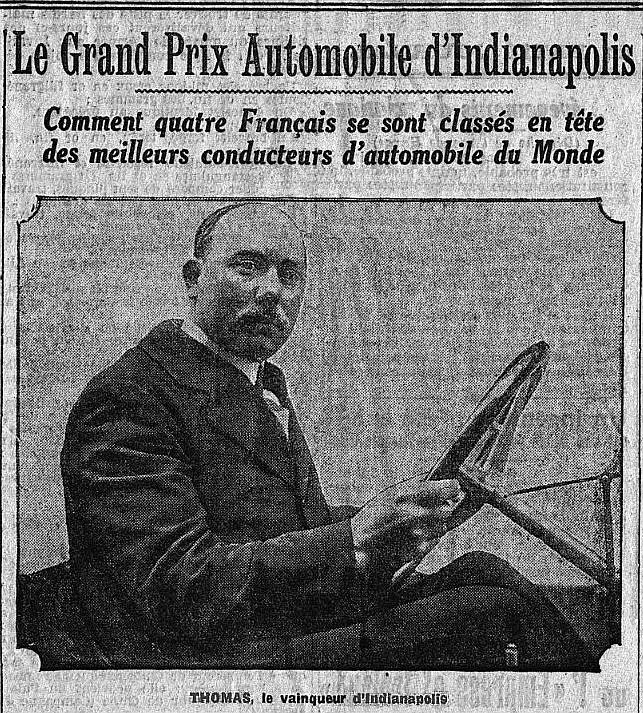
René Thomas remporte Indianapolis 500 le 30 mai 1914, et quatre francophones sont classés dans les cinq premiers.

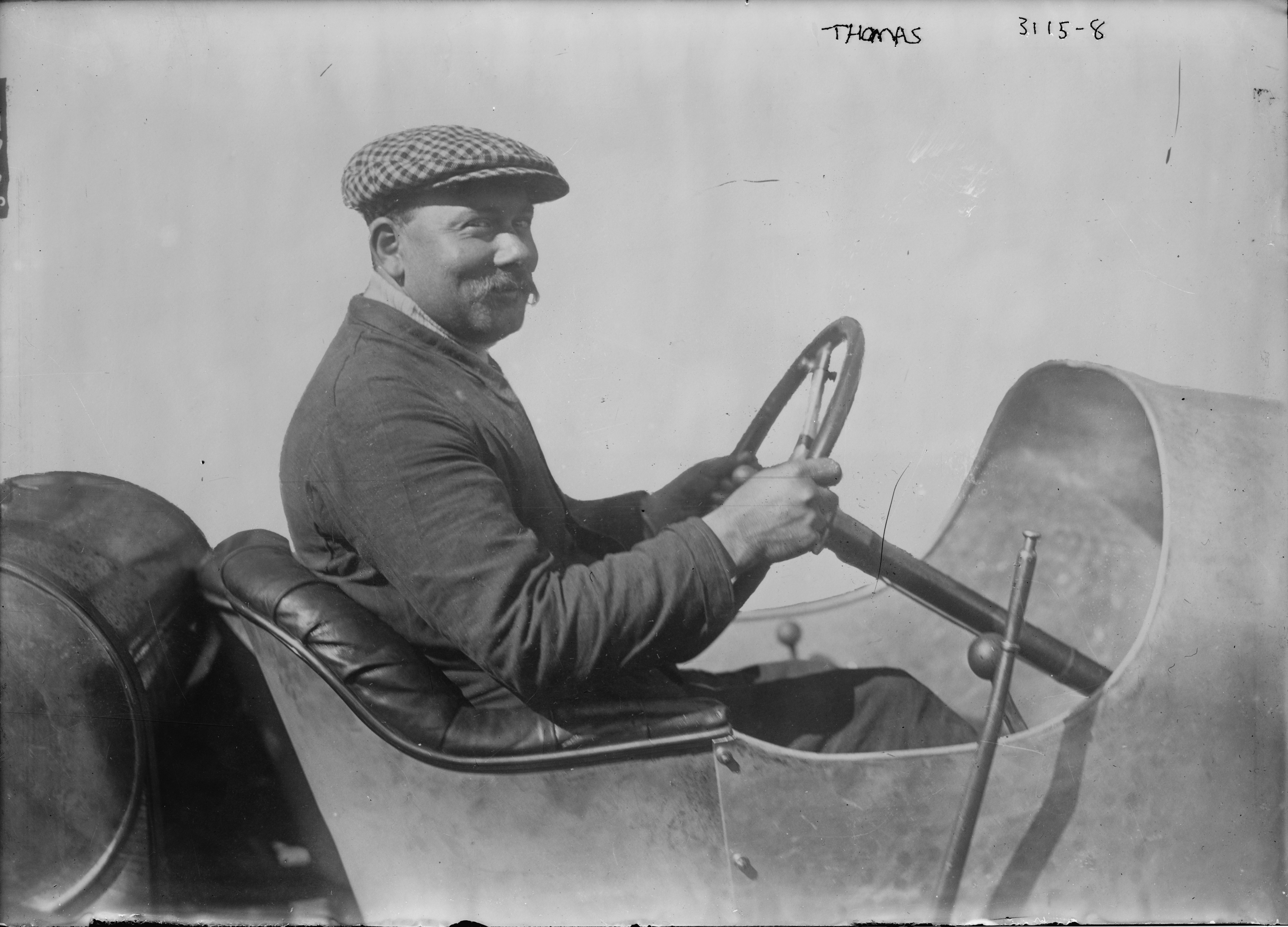
René Thomas, vainqueur de l'édition 1914 des 500 miles d'Indianapolis.

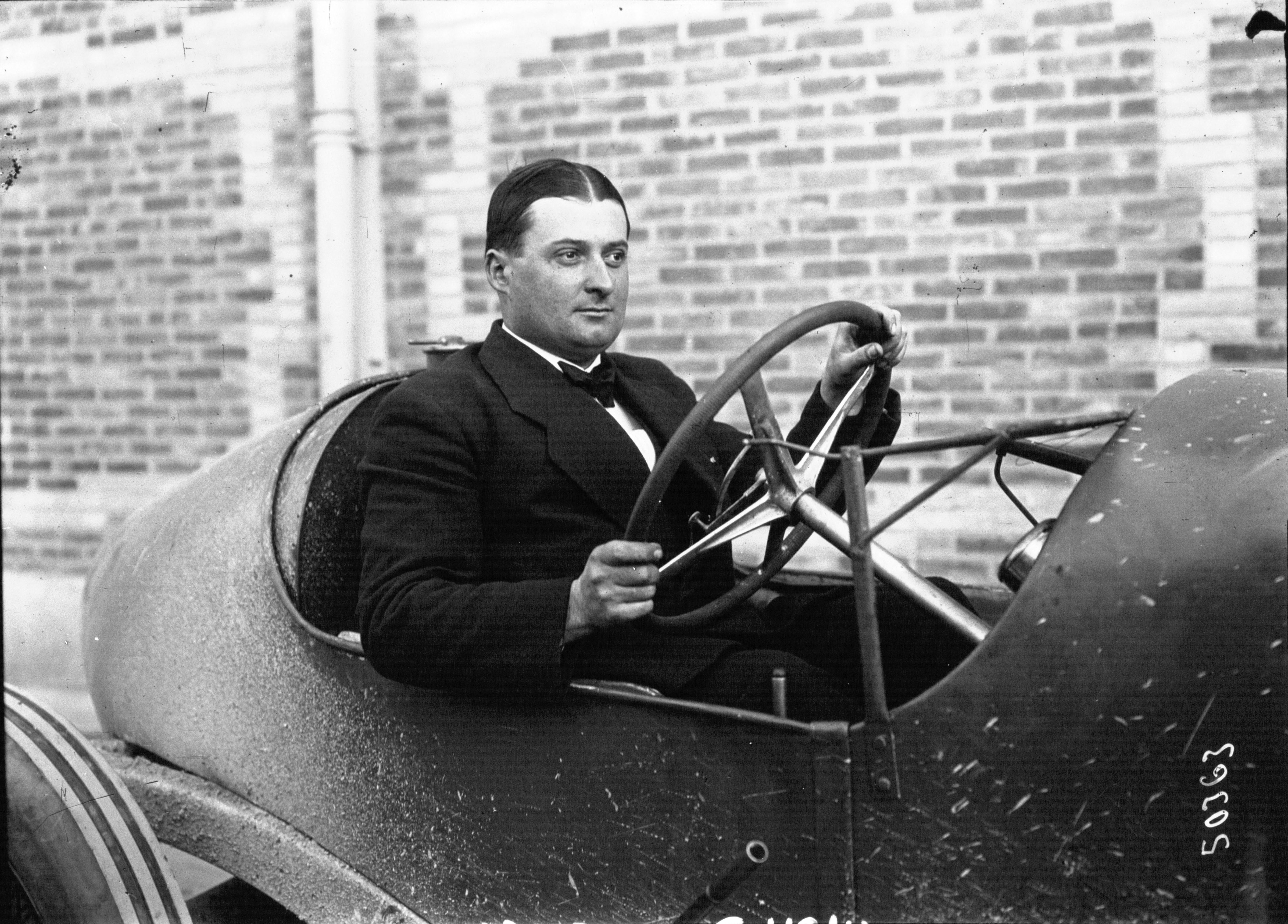
Albert Guyot, troisième de la course et équipier de René Thomas.

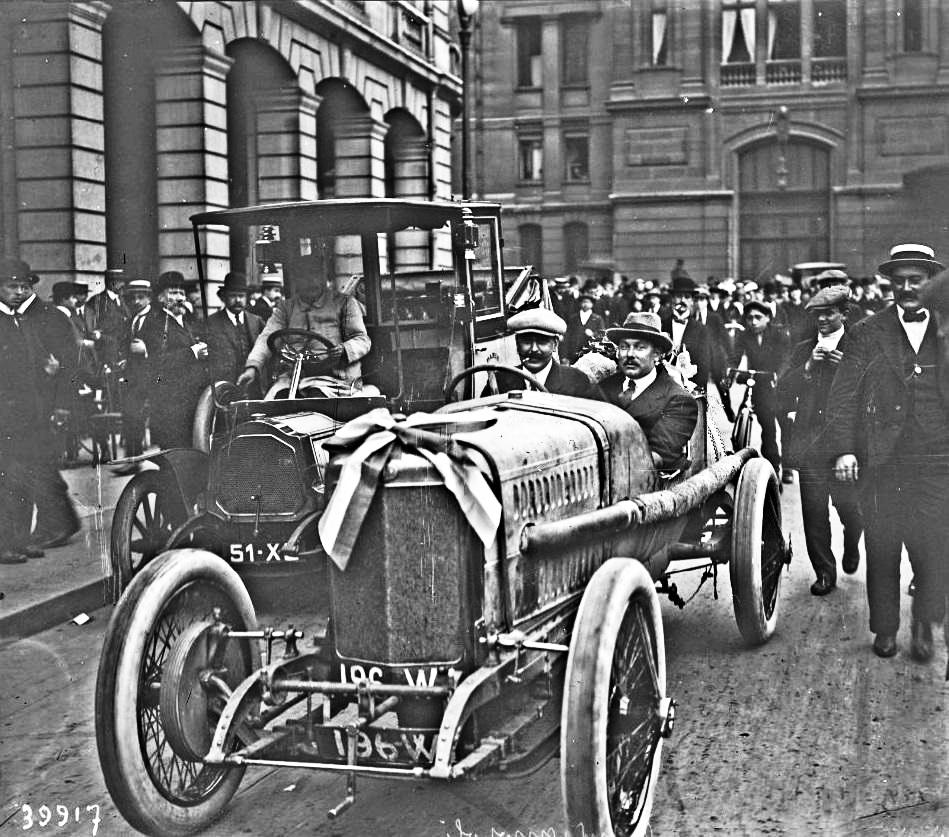
Onze juin 1914, la Delage victorieuse à Indianapolis devant le siège de l'ACF (René Thomas à D., Paul Bablot à G.).

Quatre voitures françaises s'imposent aux quatre premières places, et cinq pilotes européens classés dans les six premiers de la course.
| Pos. | Pilote             | Voiture            | Tours | Temps/Abandon  |
| 1    | René Thomas        | Delage             | 200   | 6 h 3 min 45 s |
| 2    | Arthur Duray       | Peugeot            | 200   |                |
| 3    | Albert Guyot       | Delage             | 200   |                |
| 4    | Jules Goux         | Peugeot            | 200   |                |
| 5    | Barney Oldfield    | Stutz              | 200   |                |
| 6    | Josef Christiaens  | Excelsior          | 200   |                |
| 7    | Harry Grant        | Sunbeam            | 200   |                |
| 8    | Charles Keene      | Keene-Wisconsin    | 200   |                |
| 9    | Billy Carlson      | Maxwell            | 200   |                |
| 10   | Eddie Rickenbacker | Duesenberg         | 200   |                |
| 11   | Ralph Mulford      | Mercedes-Peugeot   | 200   |                |
| 12   | Willie Haupt       | Duesenberg         | 200   |                |
| 13   | Billy Knipper      | Keeton-Wisconsin   | 200   |                |
| 14   | Georges Boillot    | Peugeot            | 141   | mécanique      |
| 15   | Ernst Friedrich    | Bugatti            | 134   | mécanique      |
| 16   | Louis Disbrow      | Burman-Wisconsin   | 128   | mécanique      |
| 17   | Spencer Wishart    | Mercer             | 122   | mécanique      |
| 18   | Earl Cooper        | Stutz              | 118   | mécanique      |
| 19   | Caleb Bragg        | Mercer             | 117   | mécanique      |
| 20   | Art Klein          | King-Wisconsin     | 87    | mécanique      |
| 21   | William Chandler   | Mulford-Duesenberg | 69    | mécanique      |
| 22   | Howdy Wilcox       | Fox-Pope Hartford  | 67    | mécanique      |
| 23   | George Mason       | Duesenberg         | 66    | mécanique      |
| 24   | Bob Burman         | Burman-Wisconsin   | 47    | mécanique      |
| 25   | Joe Dawson         | Marmon             | 45    | accident       |
| 26   | Gil Anderson       | Stutz              | 42    | mécanique      |
| 27   | Ray Gilhooley      | Isotta             | 41    | accident       |
| 28   | Teddy Tetzlaff     | Maxwell            | 33    | mécanique      |
| 29   | Jean Chassagne     | Sunbeam            | 20    | accident       |
| 30   | S.F. Brock         | Mercer-Wisconsin   | 5     | mécanique      |

## Sources
- (en) « Résultats complets sur le site officiel de l'Indy 500 », sur indy500.com